# Огима (Минесота)
Огима (енгл. Ogema) град је у америчкој савезној држави Минесота.

## Демографија
По попису из 2010. године број становника је 184, што је 41 (28,7%) становника више него 2000. године.
| Група             | 2000.      | 2010.      |
| Белци             | 86 (60,1%) | 71 (38,6%) |
| Афроамериканци    | 0 (0,0%)   | 0 (0,0%)   |
| Азијати           | 0 (0,0%)   | 0 (0,0%)   |
| Хиспаноамериканци | 2 (1,4%)   | 6 (3,3%)   |
| Укупно            | 143        | 184        |